# نيتي أوتنبرغ
نيتي بوديل أوتنبرغ أخصائية اجتماعية أمريكية من مواليد الإمبراطورية الروسية. واحدة من أوائل الأخصائيين الاجتماعيين المدربين في الولايات المتحدة. مدافعة عن حق المرأة في التصويت، وحقوق التصويت لواشنطن العاصمة، ورعاية الأطفال، فازت في الستينيات من القرن العشرين بأول تمويل فيدرالي للرعاية النهارية ولقب «أم الرعاية النهارية».

## سنوات واشنطن العاصمة
في 10 أبريل 1912، تزوجت نيتي بوديل من لويس أوتنبرغ، وهو محام في واشنطن العاصمة، أسس والده مخبز أوتنبرغ، وانضمت إليه في واشنطن. كان لدى عائلة أوتنبرغ ثلاثة أطفال: ريجينا، وميريام، ولويس أوتنبرغ جونيور.
كانت أوتنبرغ، وهي مناصرة لحق المرأة في التصويت، منظمة لموكب حق المرأة في الاقتراع عام 1913 شارع بنسلفانيا في واشنطن. في عام 1920، بعد فوز النساء بحق التصويت، شاركت أوتنبرغ في تأسيس فرع «المحرومين من حق التصويت في واشنطن العاصمة» من منظمة رابطة النساء الناخبات، حيث لم يُسمح لمواطنات واشنطن بالتصويت لرئيس الولايات المتحدة في ذلك الوقت. في المؤتمر الوطني للرابطة عام 1936، حثت المجموعة على دعم حقوق التصويت الفيدرالية لواشنطن. في عام 1937، أصبحت أوتنبرغ رئيسة لفرع واشنطن العاصمة، وخدمت لمدة عامين. في الفترة نفسها (1937-1939)، كانت أيضًا رئيسة قسم واشنطن العاصمة في المجلس القومي للمرأة اليهودية، ومنذ 1928 وحتى 1977 كانت ممثلة في لجنة المرأة المشتركة في الكونغرس. استخدمت هذه المنصات أيضًا للدفاع عن حق الاقتراع الفيدرالي للعاصمة وبحلول عام 1957، أعربت المجموعة عن انتقادها لأن العنصرية لعبت دورًا في رفض تمديد الامتياز إلى العاصمة. في عام 1953، اختارتها رابطة الناخبات مواطنة العام.
شملت قضايا الإصلاح الأخرى التي عملت عليها أوتنبرغ سجون النساء وعمالة الأطفال وأنظمة محاكم الأحداث، مما ساعد على كتابة قانون محاكم الأحداث في العاصمة.
حصلت أوتنبرغ على لقب «أم الرعاية النهارية» في الصحافة بعد نجاح دعوتها. في عام 1963 عُينت في اللجنة الاستشارية للرعاية العامة وفي العام التالي فازت بأول تمويل فيدرالي للرعاية النهارية. منذ عام 1964 حتى سبعينيات القرن العشرين، كانت عضوًا في مجلس إدارة الجمعية الوطنية لرعاية الأطفال النهارية في واشنطن العاصمة. نجحت في الضغط للحصول على 1.5 مليون دولار لتمويل برنامج تجريبي للرعاية النهارية في العاصمة، تديره الجمعية، تضمن البرنامج النموذجي فحصًا صحيًا للأطفال المعنيين. دعت إلى استخدام تمويل ميديكيد لتزويد الأطفال الذين يعانون من الفقر بالفحوصات الصحية المبكرة والمنتظمة والعلاج.

## أواخر حياتها
توفي لويس زوج أوتنبرغ في 10 مايو 1960.
عملت أوتنبرغ في التسعينيات من عمرها، وعرضتها في صحيفة واشنطن بوست في مقال 1977 بعنوان «دوريات الجدة في 90». وقالت للصحيفة: «ليس لدي وقت للتفكير في الشيخوخة. أحاول الاستماع إلى مشاكل اليوم». قدمت مجموعة متنوعة من مقترحات السياسة: إعفاء ضريبي لأصحاب العقارات الذين قدموا رعاية نهارية في الموقع، وبرنامج لمعالجة حوادث السطو على كبار السن من خلال الدفع بدلًا من مرافقة الشباب لهم، وتمويل التربية الخاصة في المدارس العامة، وأفكار أخرى.
في ذلك الوقت عاشت في شقة في شارع كونيكتيكت وقضت فصول الشتاء في شاطئ ميامي بولاية فلوريدا، حيث مارست اليوغا، والسباحة، والمشي عدة أميال في اليوم وكان ذلك روتين التمارين المعتاد. في العامين الأخيرين من حياتها، بدءًا من عام 1980، عاشت أوتنبرغ في شقة مجاورة لابنتها ميريام أوتنبرغ، المراسلة الحائزة على جائزة بوليتزر والتي كانت في ذلك الوقت في حالة صحية متدهورة. توفيت نيتي أوتنبرغ بسبب التهاب رئوي في 11 مايو 1982، في واشنطن العاصمة. كان لديها ثلاثة أبناء، وثلاثة أحفاد، واثنين من أبناء الأحفاد، على الرغم من وفاة ابنتها ميريام في نوفمبر من العام نفسه.